# Ludo

Tabuleiro de Ludo

Ludo ("eu jogo" em latim, e também nomeado popularmente no Brasil de "Fubica" ou "Ranzinza") é o nome utilizado em português para uma versão do jogo indiano Pachisi. É um jogo de tabuleiro e corrida para dois a quatro jogadores.

## História
O Pachisi foi criado na Índia no século VI d.C. Posteriormente, ele foi modificado para ser jogado com um dado, em vez de búzios, e patenteado como "Ludo" na Inglaterra em 1896. Antes da criação do jogo para dispositivos, era muito jogado em várias partes do mundo.

## Objetivo
O objetivo do jogo é ser o primeiro que, partindo de uma casa de origem, chega com quatro peões à casa final. Para isso, deve-se dar a volta inteira no tabuleiro e chegar antes dos adversários.

## Regras

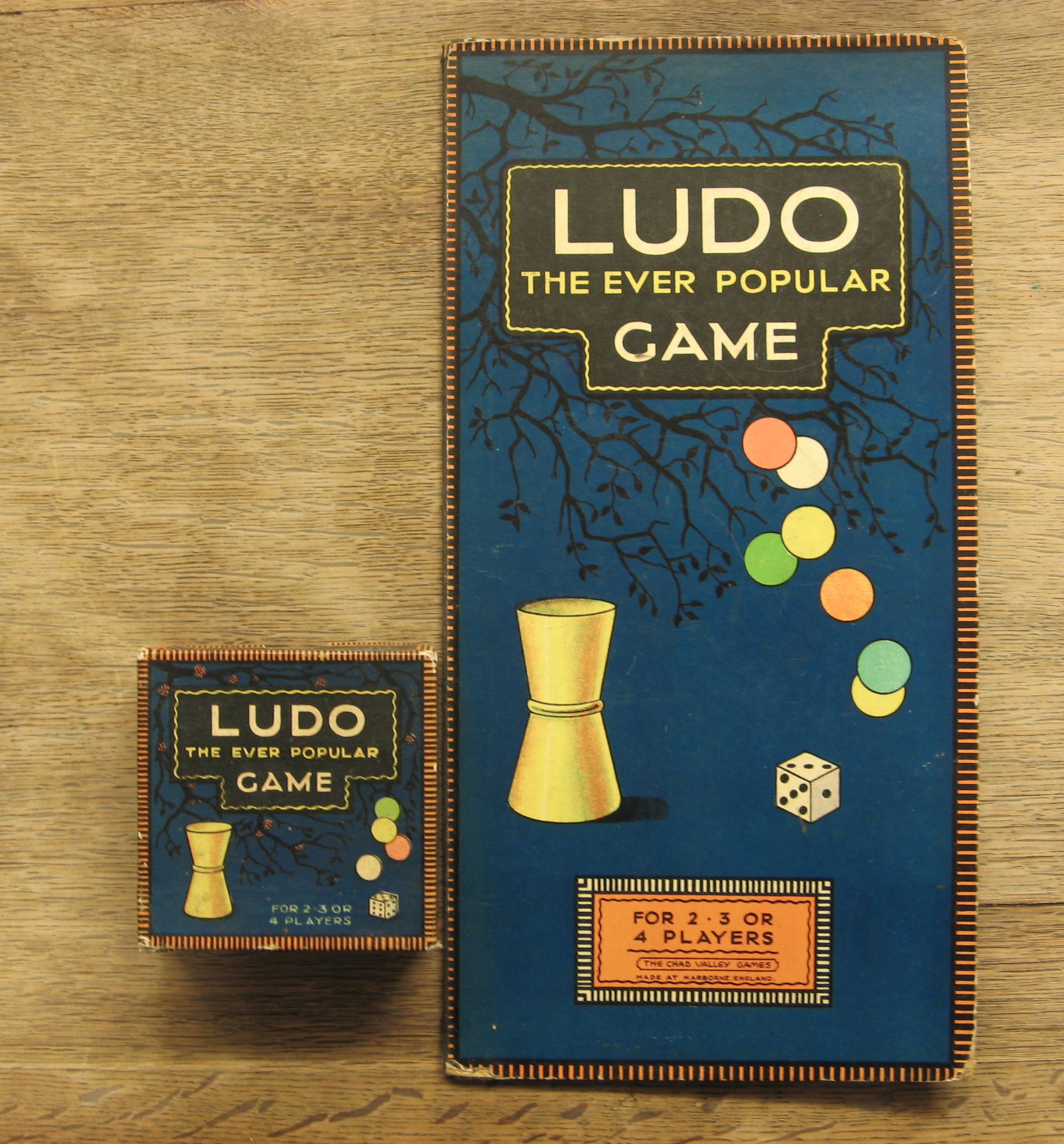
Um antigo tabuleiro de Ludo. (Uma das primeiras edições)

Cada jogador por sua vez lança um dado e faz avançar um dos seus peões em jogo o número de casas indicado. O seis permite colocar em jogo um peão que esteja na casa inicial ou fazer avançar um peão seis casas, e ainda um novo lançamento de dados. O número um também permite que o jogador tire o peão, mas é só o seis que permite o jogador a lançar o dado novamente.
Quando o jogador entra com um peão na parte final, poderá completar o percurso somente se tirar o número de casas exato da casa final. Caso tire um número maior, o jogador entra e retrocede o número das casas que sobraram.
Não é permitido mais do que um peão em cada casa. Caso um peão venha a ocupar uma casa ocupada por um peão  de outro jogador, o peão  original regressará à casa inicial, é a chamada "captura" (coloquialmente, principalmente no Brasil, se usa o termo "comer"). É proibido capturar o adversário que está na casa de saída.
Quando dois peões de uma mesma cor se encontram em uma mesma casa, forma-se uma torre, impedindo outro peão de ocupar esta casa. Só poderá comer a torre com outra torre. Dois peões somente poderão caminhar como torre (ou seja, ambos juntos) caso haja uma torre no meio do caminho para ser "comida" uma vez que somente uma torre poderá comer outra, mandando os dois peões para casa inicial. Não havendo outra torre, e lançando o dado, o jogador deverá desfazer a torre, caminhando somente com um dos peões.

## Tabuleiro
Existem quatro peões ou cavalos de cada cor (azul, verde, amarelo e vermelho) o tabuleiro tem a casa de saída logo após a parte final, como o peão (cavalo) não pode retroceder, é necessário dar outra volta.